# Epiclerus keralensis
Epiclerus keralensis is een vliesvleugelig insect uit de familie Tetracampidae. De wetenschappelijke naam is voor het eerst geldig gepubliceerd in 2005 door Narendran.